# إتش. والاس كناب
إتش. والاس كناب هو سياسي أمريكي، ولد في 31 مارس 1869، وتوفي في 4 أبريل 1929. نشط حزبياً في الحزب الجمهوري. وقد انتخب عضو جمعية ولاية نيويورك ‏ وانتخب عضو مجلس ولاية نيويورك ‏.
1. ↑   https://politicalgraveyard.com/bio/knapp.html#524.97.76. {{استشهاد ويب}}: |url= بحاجة لعنوان (مساعدة) والوسيط |title= غير موجود أو فارغ (من ويكي بيانات) (مساعدة)